# D'estate non vale
D'estate non vale è un singolo del cantante italiano Fred De Palma, in collaborazione con la cantautrice spagnola Ana Mena, pubblicato il 15 giugno 2018.

## Descrizione
Il brano, basato sul beat di Despacito di Luis Fonsi e Daddy Yankee, è stato scritto dallo stesso cantante con Federica Abbate e Takagi & Ketra, i quali hanno anche curato la produzione.

## Video musicale
Il video musicale, diretto da Mauro Russo, è stato pubblicato il 25 giugno 2018 attraverso il canale della Warner Music Italy.

## Tracce
Testi di Federico Palana, Alessandro Merli, Fabio Clemente e Federica Abbate, musiche di Alessandro Merli, Angelo Rogoli, Fabio Clemente e Federica Abbate.
1. D'estate non vale (feat. Ana Mena) – 2:37

## Classifiche

### Classifiche settimanali
| Classifica (2018) | Posizione massima |
| ----------------- | ----------------- |
| Italia            | 6                 |

### Classifiche di fine anno
| Classifica (2019) | Posizione |
| ----------------- | --------- |
| Italia            | 100       |